# Jaguaranho

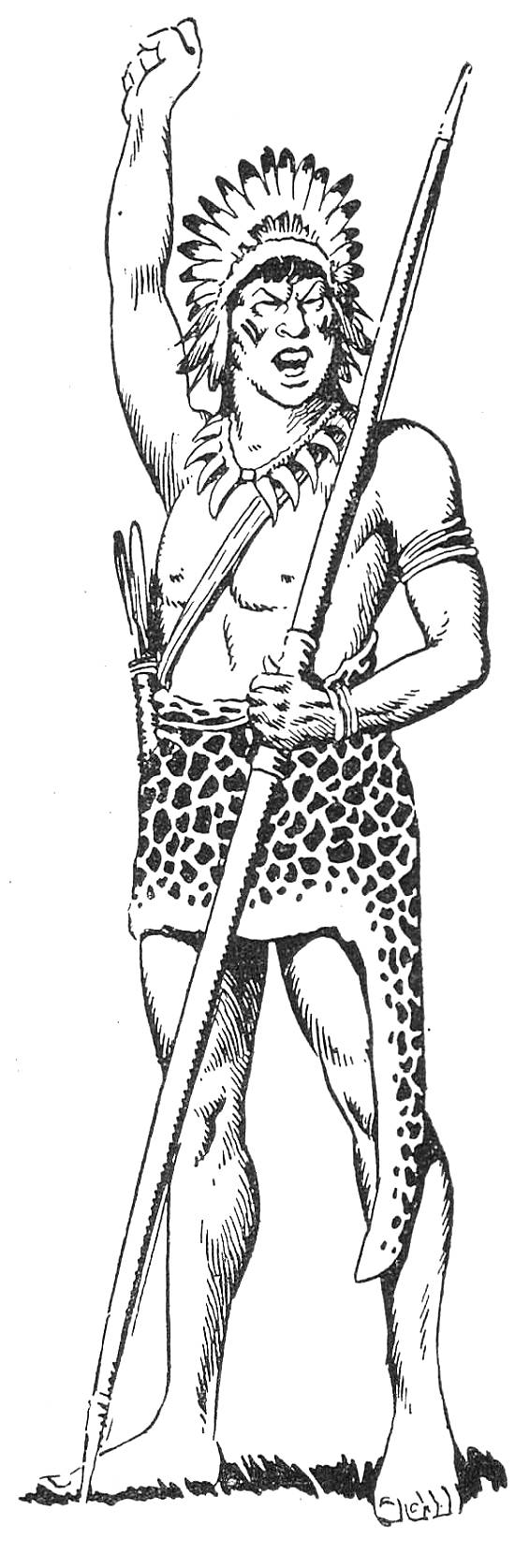
Illustration av Jaguaranho.

Jaguaranho, död 9 juli 1562 i São Paulo de Piratininga, även känd som Jaguanharon och Iagoanharó (Tupi-språk: Vild Hund eller Grym Jaguar), var en ledare för urfolken i Brasilien.
Jaguaranho var son till Piquerobi och brorson till shamanen Tibiriçá och Caiubi. Tillsammans med sin far var Jaguaranho ledare för invasionen som kallas Cerco de Piratininga. En koalition av urfolk från stammarna Guarulhos, Guaianás och Carijós hade gått samman för att attackera jesuiterna som fanns i byn São Paulo de Piratininga. Byn försvarades av Tibiriçá och João Ramalho. Dagar före attackerna träffade Jaguaranho sin farbror Tibiriçá och försökte få honom att ge upp försvaret av Vila de São Paulo och prästerna, men han fick inget svar. Jaguaranho sköts ihjäl medan han försökte bryta upp dörren till det rum där flera urfolk-kvinnor och -barn höll till.